# Copacabana (filme de 2010)

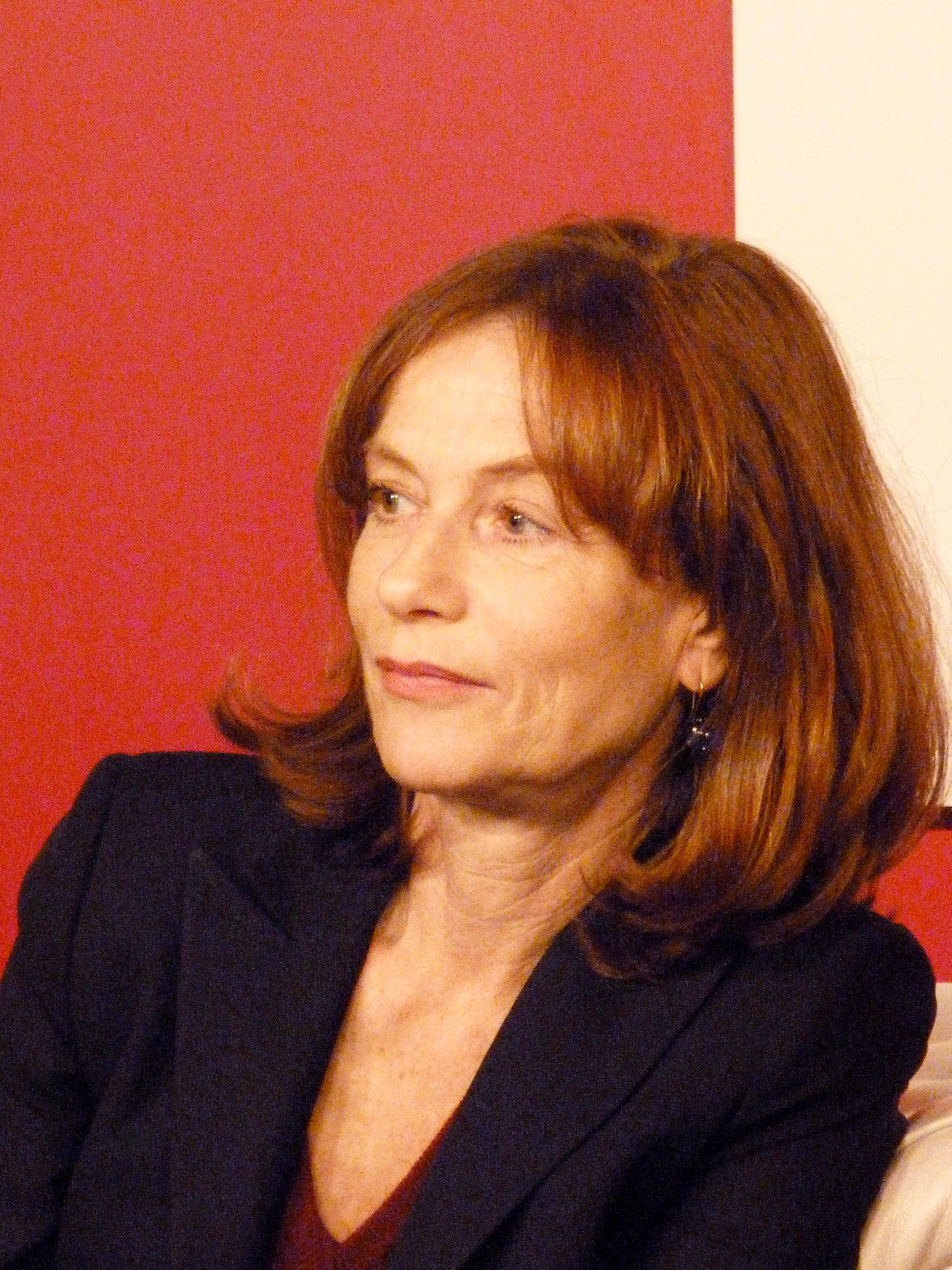
Isabelle Huppert, durante a apresentação do DVD do filme Copacabana de Marc Fitoussi, dia 27 de novembro de 2010 na FNAC Montparnasse.

Copacabana é um filme franco-belga do género comédia, realizado e escrito por Marc Fitoussi e protagonizado por Isabelle Huppert. Estreou-se em França a 7 de julho de 2010 e na Bélgica a 11 de agosto do mesmo ano. Em Portugal estreou-se a 17 de março de 2011 e no Brasil a 7 de outubro do mesmo ano.

## Elenco
- Isabelle Huppert como Babou
- Aure Atika como Lydie
- Lolita Chammah como Esméralda
- Jurgen Delnaet como Bart
- Chantal Banlier como Irène
- Magali Woch como Sophie
- Nelly Antignac como Amandine
- Guillaume Gouix como Kurt
- Joachim Lombard como Justin
- Noémie Lvovsky como Suzanne
- Luis Rego como Patrice
- Cyril Couton como Martial

## Reconhecimentos
| Ano  | Prémios                                       | Categorias                                   | Destinatários e nomeados | Resultado | Referências |
| ---- | --------------------------------------------- | -------------------------------------------- | ------------------------ | --------- | ----------- |
| 2010 | Lisbon & Estoril Film Festival                | Prémio Especial do Júri João Bénard da Costa | Isabelle Huppert         | Venceu    | [ 5 ] [ 6 ] |
| 2010 | Festival de Cinema da Filadélfia              | Prémio Especial do Júri de melhor atriz      | Isabelle Huppert         | Venceu    | [ 7 ]       |
| 2010 | Festival Internacional de Cinema do Cairo     | Melhor atriz                                 | Isabelle Huppert         | Venceu    | [ 8 ]       |
| 2011 | Associação de Críticos de Cinema da Argentina | Prémio Condor de Prata de inovação artística | Martín Rejtman           | Indicado  | [ 9 ]       |